# Lézignan-la-Cèbe
Lézignan-la-Cèbe este o comună în departamentul Hérault din sudul Franței. În 2009 avea o populație de 1.373 de locuitori.

## Evoluția populației
| An        | 1975 | 1982 | 1990 | 1999  | 2006  | 2009  |
| --------- | ---- | ---- | ---- | ----- | ----- | ----- |
| Populație | 712  | 838  | 977  | 1.013 | 1.184 | 1.373 |